# 高山12号墳
高山12号墳（たかやまじゅうにごうふん）は、京都府京丹後市丹後町徳光にある古墳。形状は円墳。高山古墳群を構成する古墳の1つ。京都府指定史跡に指定され、出土品は京丹後市指定有形文化財に指定されている。
本項目では、高山12号墳が属する高山古墳群についても解説する。

## 概要
京都府北部、竹野川支流の徳良川北岸の丘陵上に築造された古墳である。丘陵上では古墳10数基から構成される高山古墳群が分布し、本古墳はそのうち最大規模になる。1987年度（昭和62年度）に発掘調査が実施されている。
墳形は円形で、直径約18メートル・残存高さ約2.5メートルを測る。埋葬施設は片袖式の横穴式石室で、南方向に開口した（現在は埋め戻し）。石室全長約12メートルを測り、丹後地方では最大規模の大型石室になる。石室内の調査では、副葬品として金銅装双龍環頭大刀2点・須恵器特殊扁壺をはじめとして、耳環・玉類・鉄刀・鉄鏃・刀子・須恵器・土師器など多数が検出されている。耳環7点の出土からは、最低4人の埋葬が想定される。
築造時期は、古墳時代終末期の7世紀初頭ごろと推定され、7世紀末ごろまでの複数回の追葬が想定される。丹後地方の古墳の多くは日本海に面するか竹野川河口付近に所在するが、高山古墳群はやや内陸部に所在して性格をやや異にする。しかしながら、12号墳は丹後地方で最大規模の横穴式石室を有し、複数の環頭大刀を伴う点で特筆的であり、当時の近畿地方北部の情勢を考察するうえで重要視される古墳になる。
古墳域は2003年（平成15年）に京都府指定史跡に指定され、出土品は同年に旧丹後町指定有形文化財（現在は京丹後市指定有形文化財）に指定されている。現在では石室埋め戻し・史跡整備のうえで公開されている。

## 遺跡歴
- 1986-1987年度（昭和61-62年度）、丹後国営農地開発事業に伴う高山古墳群の発掘調査（京都府教育委員会・京都府埋蔵文化財調査研究センター、1988年に概要報告）。
- 2003年（平成15年）3月6日、出土品が旧丹後町指定有形文化財に指定（現在は京丹後市指定有形文化財）。
- 2003年（平成15年）3月14日、京都府指定史跡に指定。

## 埋葬施設

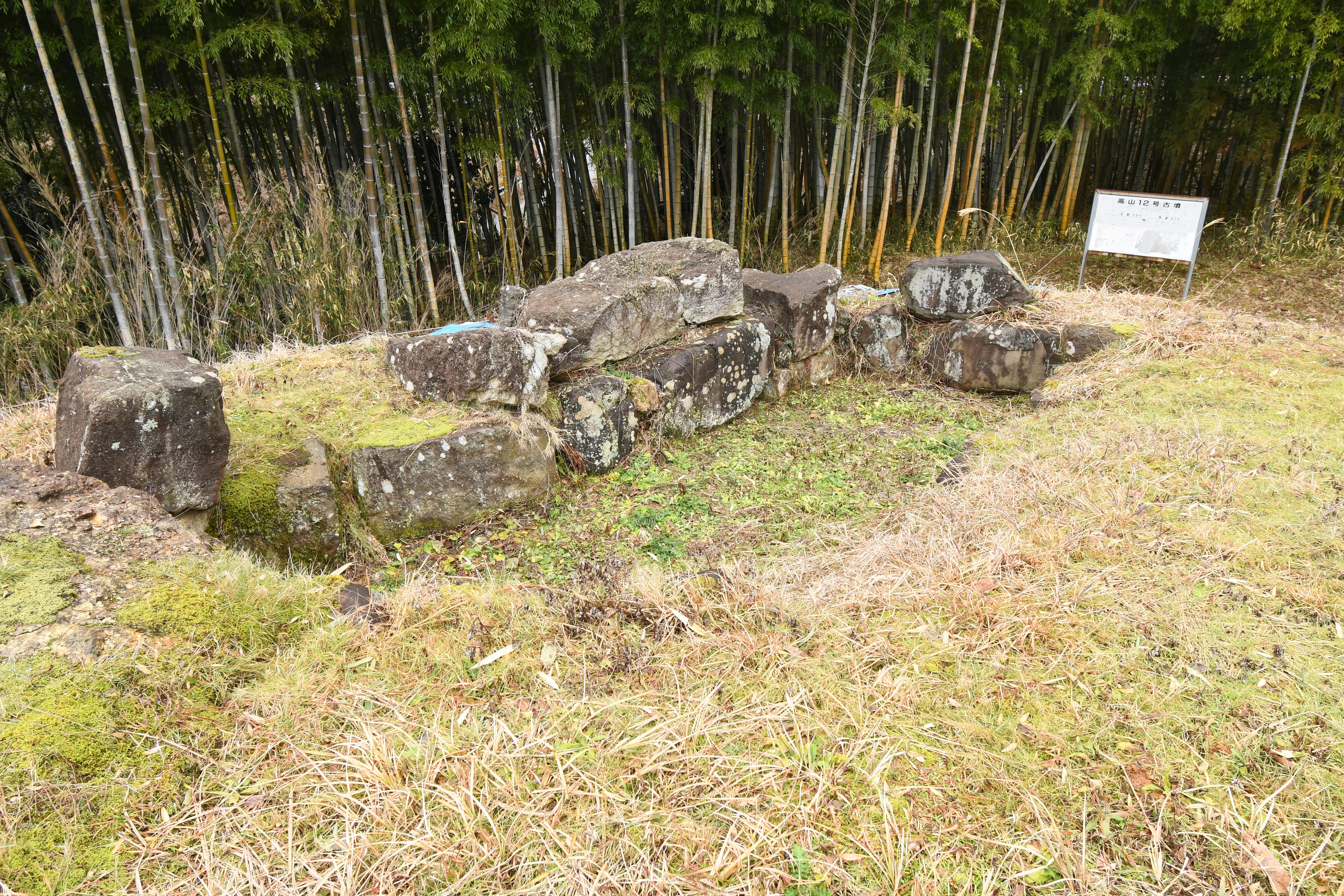
石室 玄室現在では石室の下半部は埋め戻されている。

埋葬施設としては片袖式横穴式石室が構築されており、南方向に開口した（現在は埋め戻し）。石室の規模は次の通り。
- 石室全長：約12メートル
- 玄室：長さ約5.9メートル、幅約2.1メートル
- 羨道：長さ約6.5メートル、幅約2.3メートル

石室の天井石は調査時点で羨道部の2石を除き失われていたが、奥壁・側壁はほぼ遺存する。石室の石材は、付近で産出する安山岩と凝灰岩。玄室では、奥壁は大型・中型の2石材を縦に置いた上に2段を積み、側壁は大型で扁平な長方形の石を横に置いた上に中型の石を3段積む。玄室の床面では棺台とみられる石列が検出されているが、排水溝は認められていない。羨道では、側壁は中型・小型の石材を最大4段積む。羨道の平面形はハ字形に開く。
石室内では、玄門付近を中心に副葬品が検出されている。特に玄門付近の閉塞石の玄室側周辺で集中しており、その出土状況には盗掘の痕跡は認められていない。

## 出土品

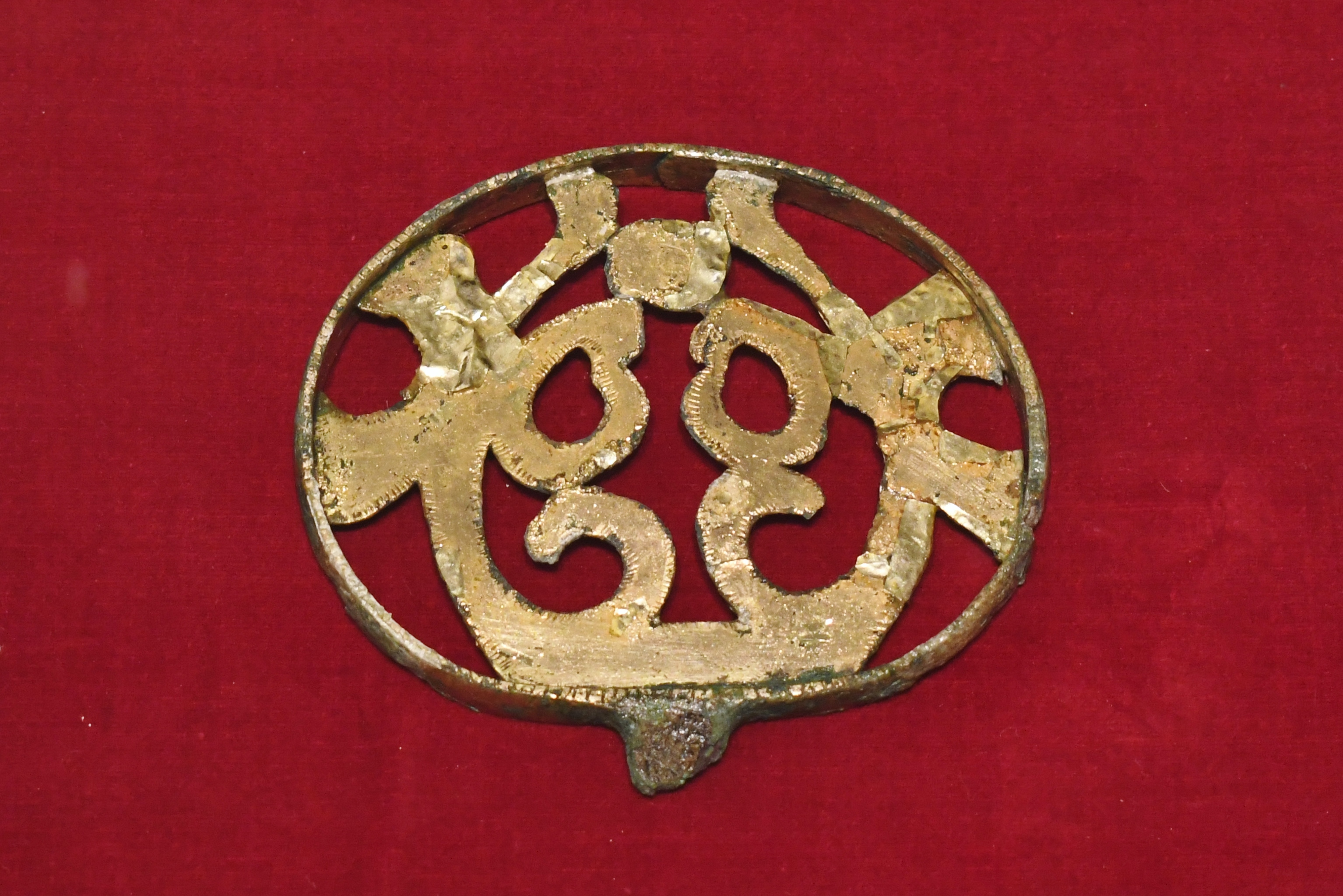
金銅装双龍環頭大刀柄頭京丹後市立丹後古代の里資料館展示（他画像も同様）。

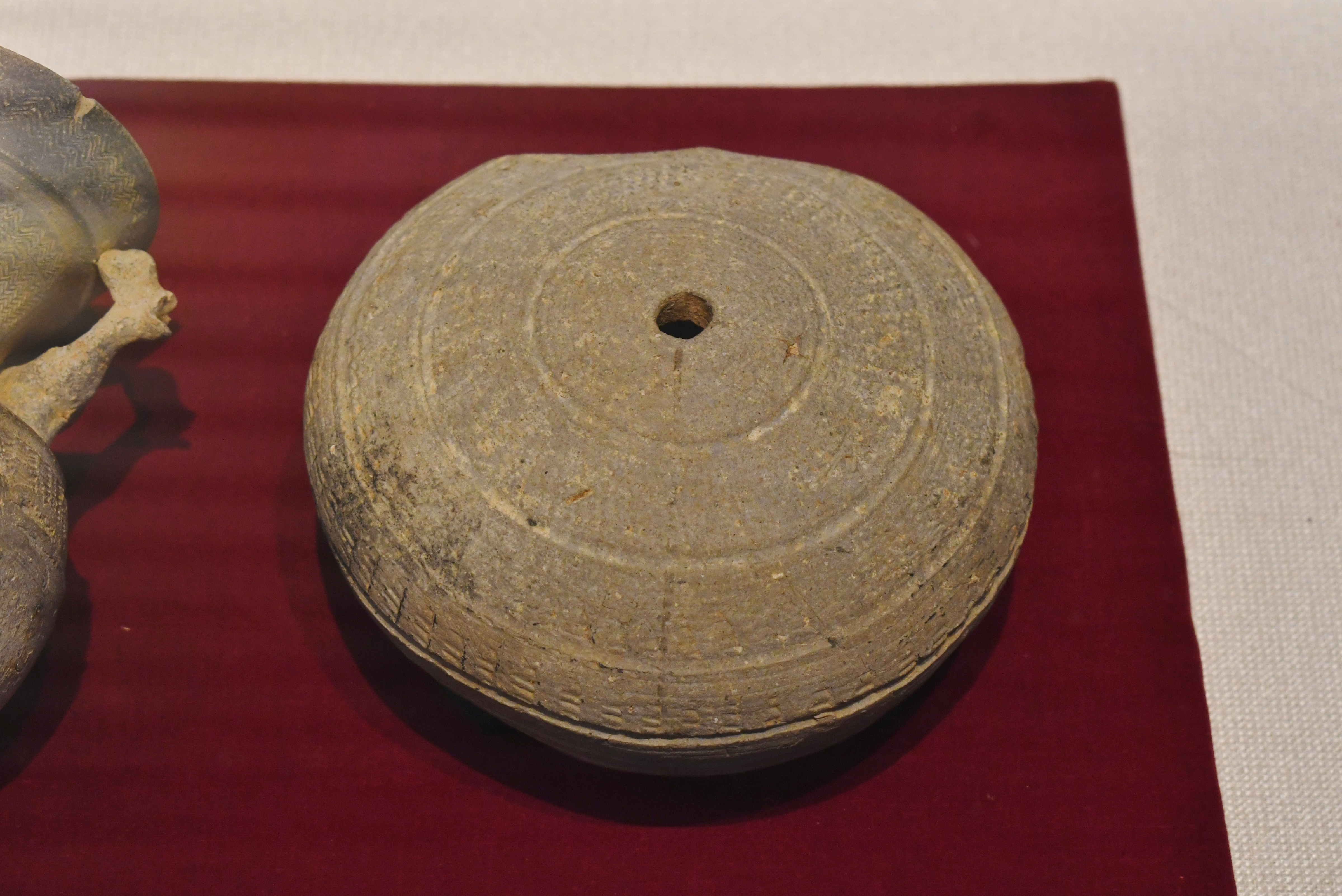
須恵器 特殊扁壺穴に棒を挿して柄杓として使用したものか。

石室内の調査で検出された副葬品は次の通り。
- 金環 7
- 玉類
  - 勾玉 23
  - 管玉 4
  - 切子玉 11
  - ガラス小玉 23
- 武器
  - 金銅装双龍環頭大刀柄頭 2
  - 鐔 4 - うち金銅製喰出鐔1。
  - 銀象嵌円頭大刀柄頭 1
  - 直刀 約10
  - 鞘尻金具 1
  - 刀装具 4 - うち銀象嵌品1。
  - 刀子 6
  - 鉄鏃 102
- 馬具
  - 鉄地金銅張辻金具 6
  - 革金具 7
  - 鋲状鉄製品 1
  - 轡 3
  - 鞍金具 4
  - 鉸具 5
  - 鐙 10
- 須恵器 多数 - 特殊扁壺含む。
- 土師器 多数

金環の数からは、最低4人の埋葬が考えられる。特に金銅装双龍環頭大刀が2点出土している点、鉄地金銅張辻金具が2型式出土している点から、大刀と馬具がセットで副葬された様子が示唆される。
金銅装双龍環頭大刀の出土は全国で約60例程度と限られ、京都府内では3例目、丹後地方では湯舟坂2号墳に次ぐ2例目であるとともに、環頭大刀の複数出土は全国的にも稀になる。また須恵器特殊扁壺は、全国で7例目、京都府内では2例目の珍しい資料である。

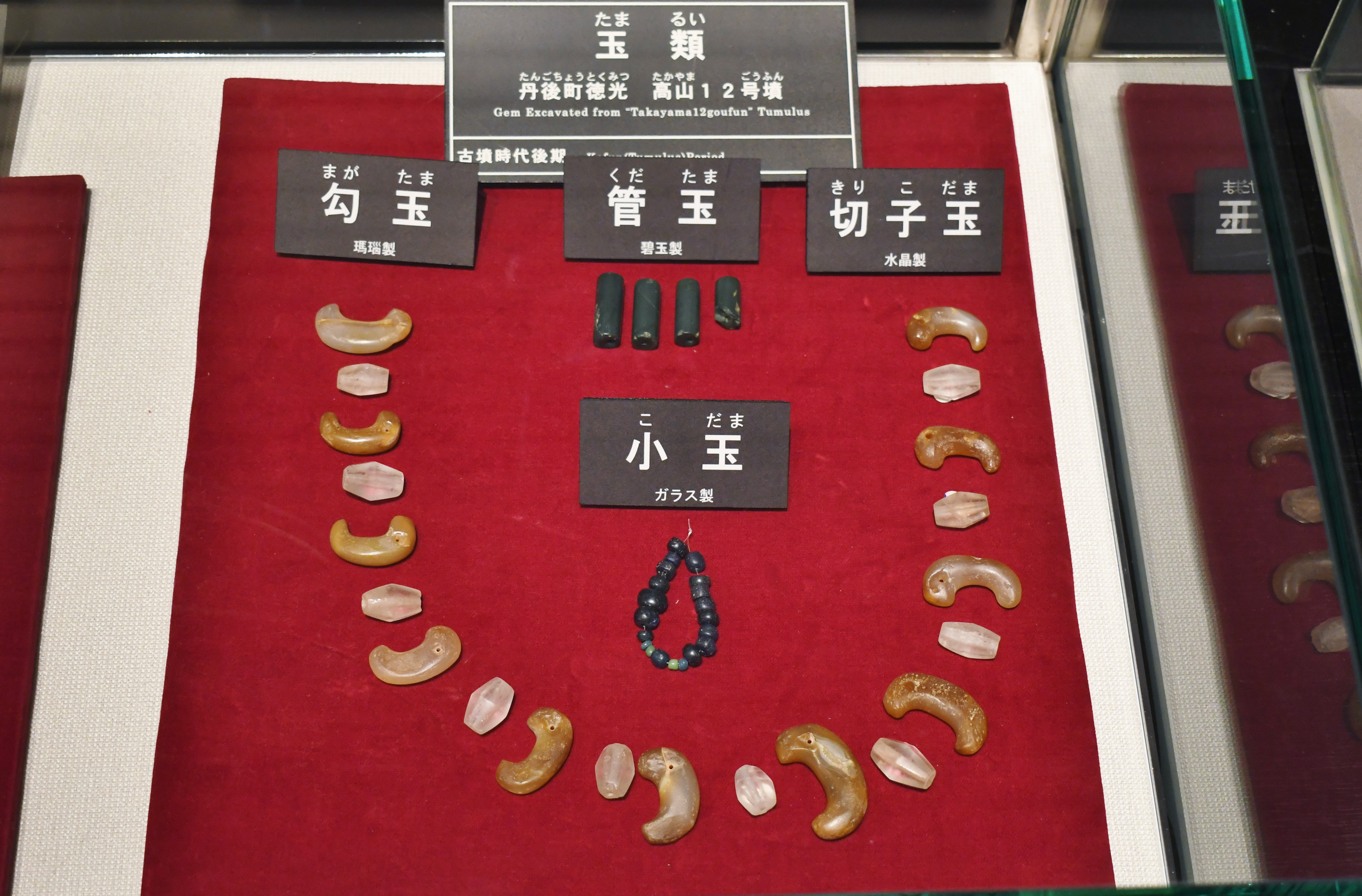
玉類
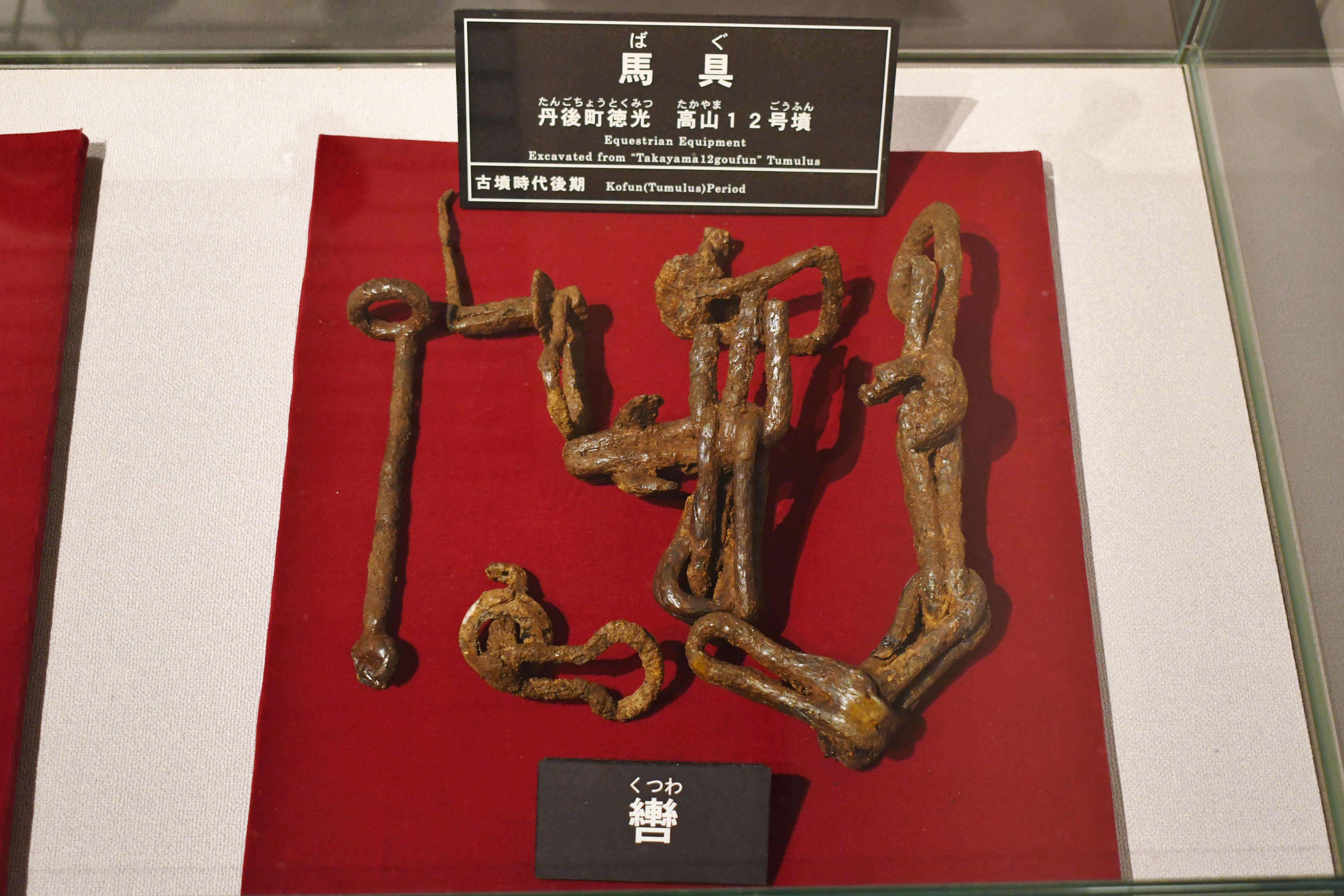
馬具
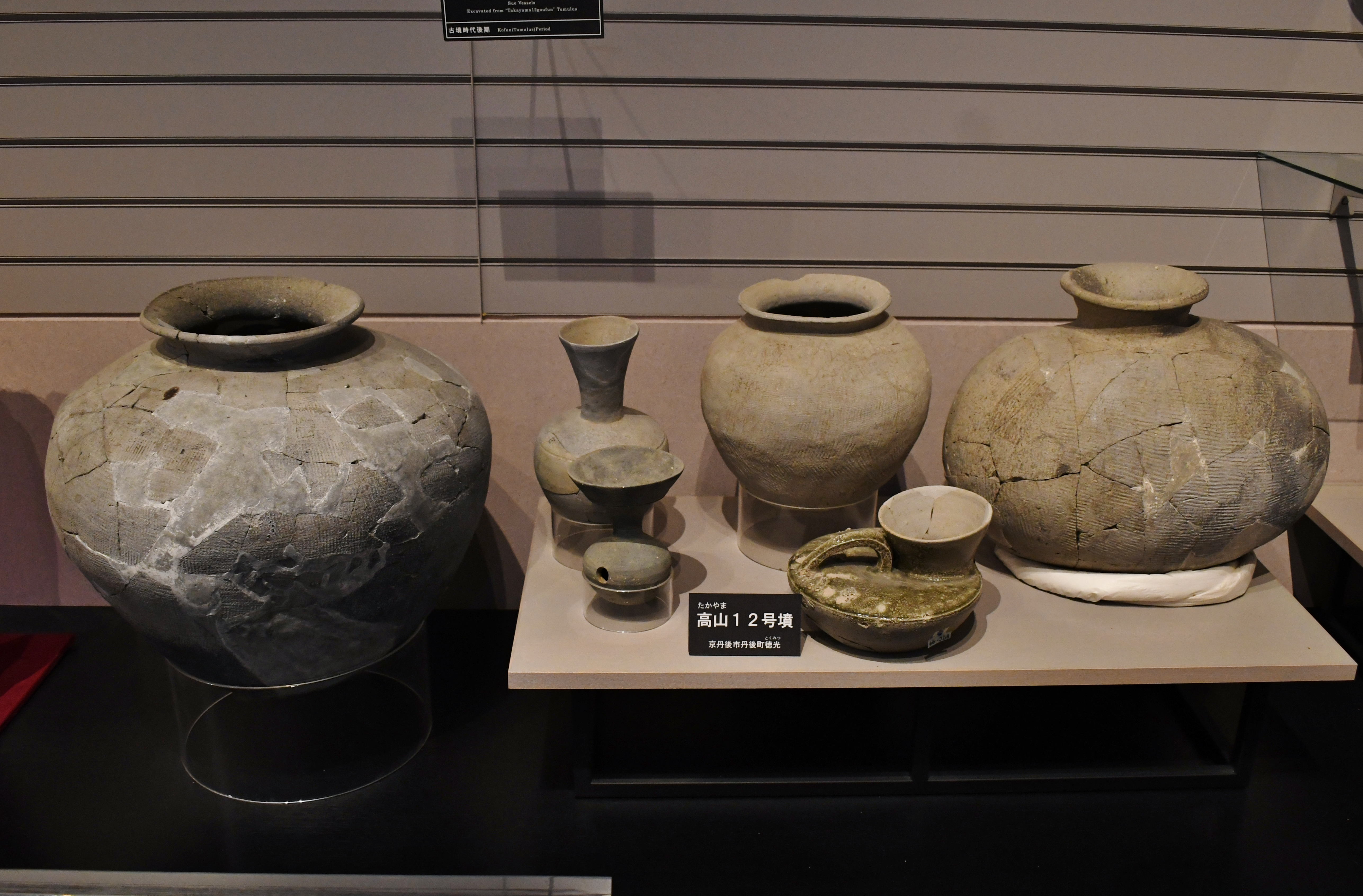
須恵器

## 高山古墳群
高山古墳群（たかやまこふんぐん）は、京都府京丹後市丹後町徳光にある古墳群（群集墳）。徳良川北岸の丘陵上に10数基が散在的に分布し、1986-1987年度（昭和61-62年度）に11基が発掘調査されたのち、ほとんどが消滅している。
いずれも埋葬施設を横穴式石室とする円墳で、1-2基ずつの単位で分布し、墳丘規模は直径8-10メートルのものと直径14-18メートルのものの2群がある。葺石・埴輪は認められていない。埋葬施設は無袖式の横穴式石室と片袖式の横穴式石室がある。首長墳の12号墳のほかにも、1号墳の金銅装馬具、3号墳の銀装刀装具付大刀など特筆的な遺物が認められる。また古墳群内では竪穴建物が検出されており、葬送儀礼との関連が示唆される。
築造時期は、古墳時代後期の6世紀後半-7世紀初頭ごろと推定され、7世紀代を通じての追葬が想定される。

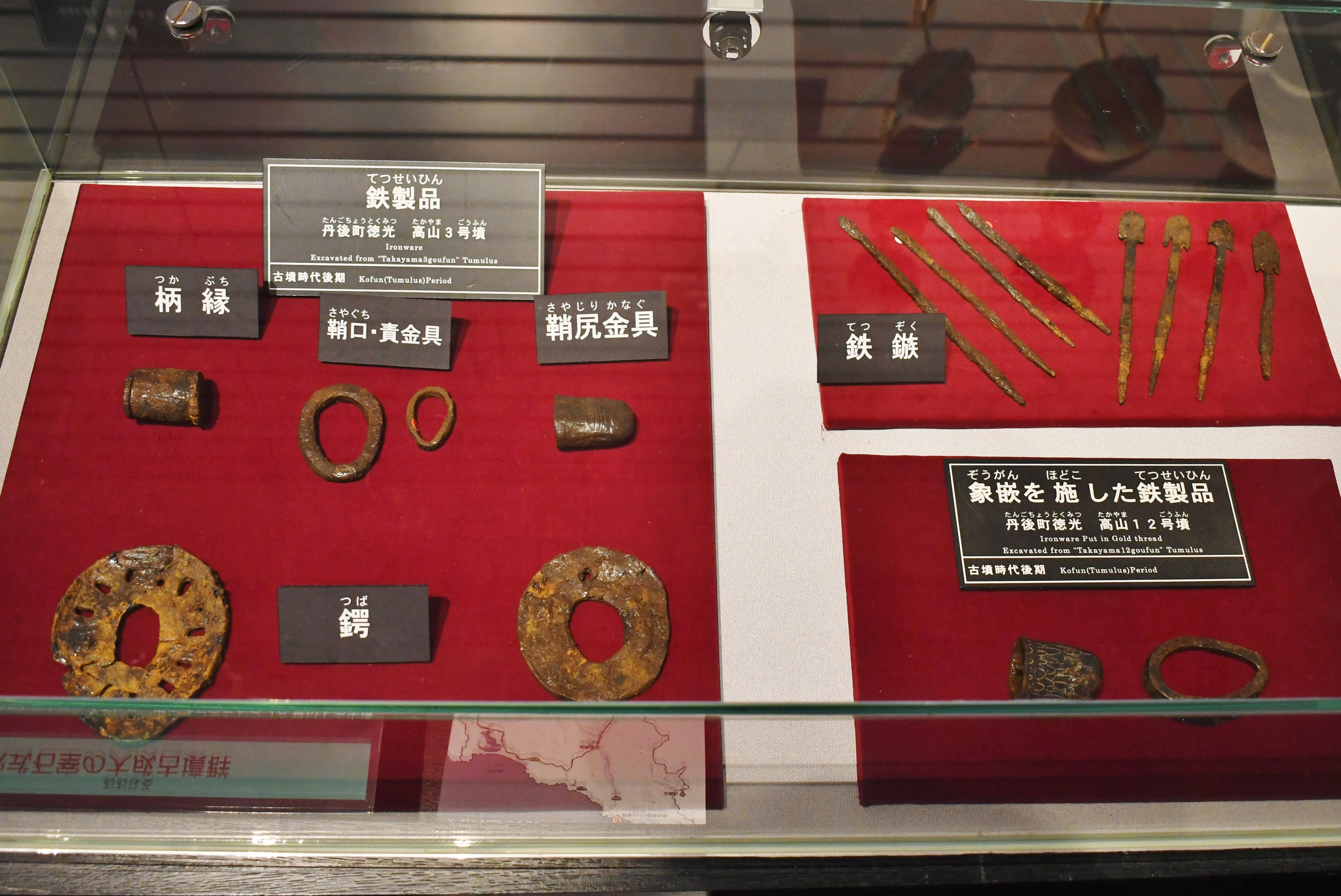
3・12号墳 鉄製品
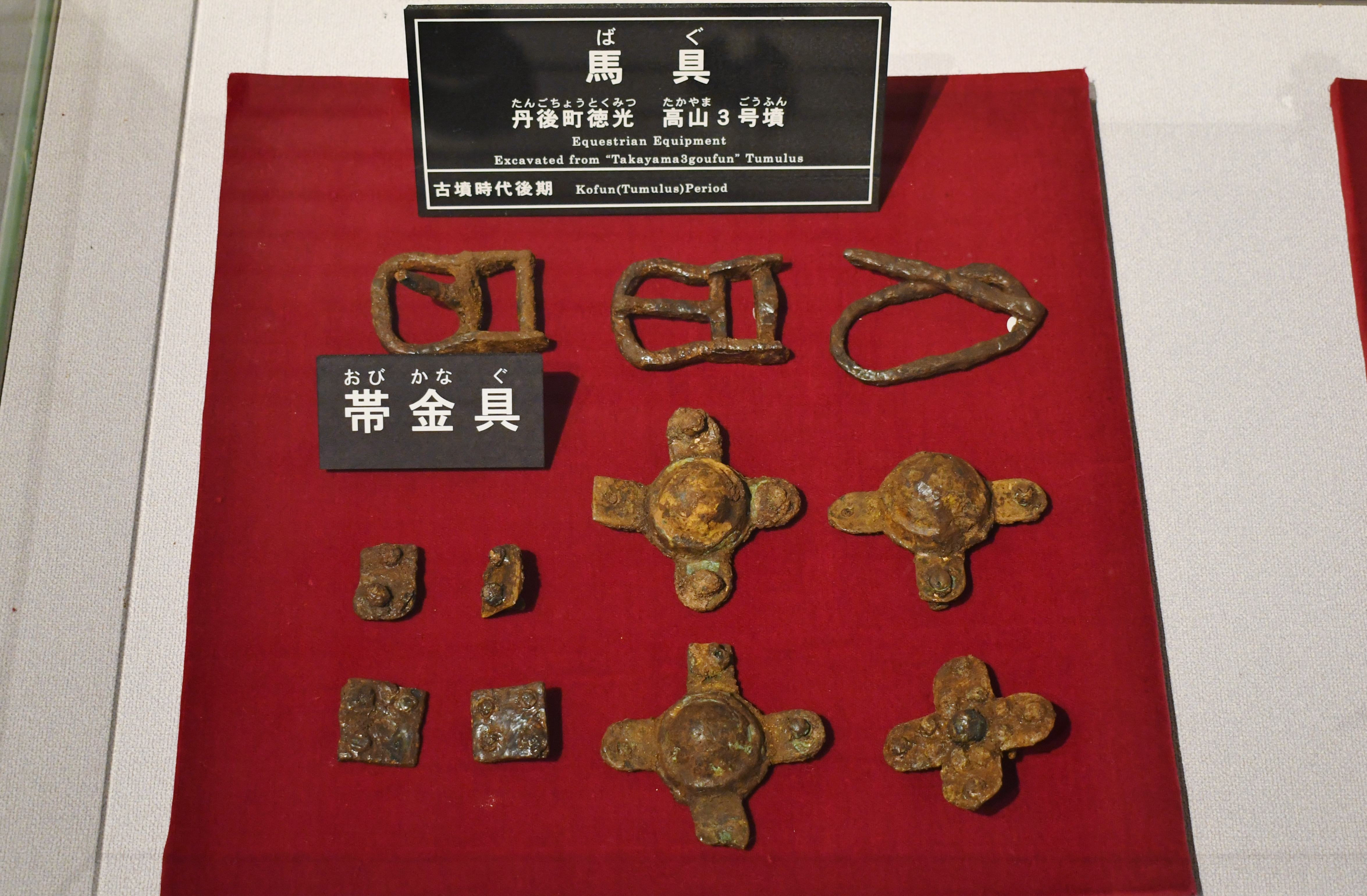
3号墳 馬具

| 古墳名 | 墳丘     | 墳丘     | 埋葬施設         | 出土品                                                                                     | 備考                                          |
| ------ | -------- | -------- | ---------------- | ------------------------------------------------------------------------------------------ | --------------------------------------------- |
| 1号墳  | 円墳     | 直径13m  | 片袖式横穴式石室 | 耳環・勾玉・切子玉・管玉・鉄刀・鉄鏃・刀子・馬具 ・須恵器・土師器                          | 消滅                                          |
| 2号墳  | 円墳     | 直径10m  | 横穴式石室       |                                                                                            | 完存                                          |
| 3号墳  | 円墳     | 直径17m  | 無袖式横穴式石室 | 耳環・勾玉・切子玉・管玉・ガラス玉・鉄刀・鉄鏃・鉄釘 ・留金具・鉸具・須恵器・土師器        | 消滅                                          |
| 4号墳  | 円墳     | 直径15m  | 片袖式横穴式石室 | 耳環・鉄鏃・刀子・鉄釘・須恵器・土師器                                                     | 消滅                                          |
| 5号墳  | 円墳     | 直径12m  | 片袖式横穴式石室 |                                                                                            | 消滅                                          |
| 6号墳  |          |          | 無袖式横穴式石室 | 耳環・勾玉・切子玉・管玉・ガラス玉・鉄刀・鉄鏃・馬具・鉄釘 ・須恵器・土師器                | 消滅                                          |
| 7号墳  |          |          | 無袖式横穴式石室 | 鉄鏃・刀子・須恵器・土師器                                                                 | 消滅                                          |
| 8号墳  | 自然地形 | 自然地形 | 自然地形         | 自然地形                                                                                   | 消滅                                          |
| 9号墳  | 自然地形 | 自然地形 | 自然地形         | 自然地形                                                                                   | 消滅                                          |
| 10号墳 | 自然地形 | 自然地形 | 自然地形         | 自然地形                                                                                   | 消滅                                          |
| 11号墳 | 自然地形 | 自然地形 | 自然地形         | 自然地形                                                                                   | 消滅                                          |
| 12号墳 | 円墳     | 直径18m  | 片袖式横穴式石室 | 耳環・勾玉・切子玉・管玉・ガラス玉・双龍環頭大刀把頭刀2 ・鉄刀・鉄鏃・刀子・須恵器・土師器 | 京都府指定史跡 出土品は京丹後市指定有形文化財 |
| 13号墳 |          |          |                  |                                                                                            | 完存                                          |

- 3・12号墳 鉄製品
- 3号墳 馬具

## 文化財

### 京都府指定文化財
- 史跡
  - 高山12号墳 - 2003年（平成15年）3月14日指定。

### 京丹後市指定文化財
- 有形文化財
  - 高山12号墳出土品（考古資料） - 京丹後市立丹後古代の里資料館保管。2003年（平成15年）3月6日指定。

## 関連施設
- 京丹後市立丹後古代の里資料館（京丹後市丹後町宮） - 高山古墳群の出土品を保管・展示。

## 関連文献
（記事執筆に使用していない関連文献）
- 「高山古墳群・高山遺跡」『京都府遺跡調査概報 (PDF)』 第29冊、財団法人京都府埋蔵文化財調査研究センター、1988年。 - リンクは京都府埋蔵文化財調査研究センター。